# Сторкси Мурска Собота
Сторкси Мурска Собота су словеначки клуб америчког фудбала из Мурске Соботе. Основани су 2011. године. Такмиче се тренутно у флег лиги Словеније.